# Pré-molar
Os pré-molares são dentes da mastigação, devido a sua parte oclusal. Possuem forma de pentágono, são menores que o canino, tem as suas bordas convergentes, as arestas mesial e distal são semelhantes. O 1º pré-molar é maior que o 2º pré-molar. Os pré- molares só são encontrados na dentição permanente.